# Жълта стърчиопашка
Жълта стърчиопашка (Motacilla flava) е вид дребна птица от семейство Стърчиопашкови.

## Разпространение
Видът обитава обширен ареал от Африка, Евразия и Аляска.